# 深沢 (名古屋市)
深沢（ふかさわ）は、愛知県名古屋市守山区にある町名。現行行政地名は深沢一丁目及び深沢二丁目。住居表示未実施。

## 地理
北部を春日井市熊野町・神領町、西部を吉根、南部を平池東、東部を東禅寺と隣接している。

### 河川
- 庄内川 ： 町の北部を西流。

## 歴史

### 地名の由来
大字吉根の字深沢の名に由来する。

### 沿革
- 1984年（昭和59年）3月30日 - 吉根特定土地区画整理組合設立認可
- 2006年（平成18年）11月25日 - 守山区大字吉根字上島・字越水・字日ノ後・字深沢の各一部により深沢1丁目、大字吉根字日ノ後・字深沢・大字下志段味字上東禅寺・下東禅寺・字西島・字深沢の各一部により深沢2丁目としてそれぞれ成立[1]。

## 世帯数と人口
2019年（平成31年）4月1日現在の世帯数と人口は以下の通りである。
| 丁目       | 世帯数  | 人口  |
| ---------- | ------- | ----- |
| 深沢一丁目 | 262世帯 | 659人 |
| 深沢二丁目 | 105世帯 | 264人 |
| 計         | 367世帯 | 923人 |

### 人口の変遷
国勢調査による人口の推移
| 2010年（平成22年） | 880人 | [ 7 ] |  |
| 2015年（平成27年） | 879人 | [ 8 ] |  |

## 学区
市立小・中学校に通う場合、学校等は以下の通りとなる。また、公立高等学校に通う場合の学区は以下の通りとなる。
| 丁目       | 番・番地等 | 小学校                   | 中学校               | 高等学校 |
| ---------- | ---------- | ------------------------ | -------------------- | -------- |
| 深沢一丁目 | 全域       | 名古屋市立志段味西小学校 | 名古屋市立吉根中学校 | 尾張学区 |
| 深沢二丁目 | 全域       | 名古屋市立志段味西小学校 | 名古屋市立吉根中学校 | 尾張学区 |

## 交通

### 鉄道
町域内に鉄道はない。

### 道路
- 愛知県道・岐阜県道15号名古屋多治見線 ： 町の南を東西に横断している。
- 愛知県道213号篠木尾張旭線 ： 町の西を南北に縦断している。

## 施設
- ヤマダ電機テックランド守山店
- スギ薬局守山吉根店
- 名古屋市志段味図書館
- 名古屋市立志段味西小学校

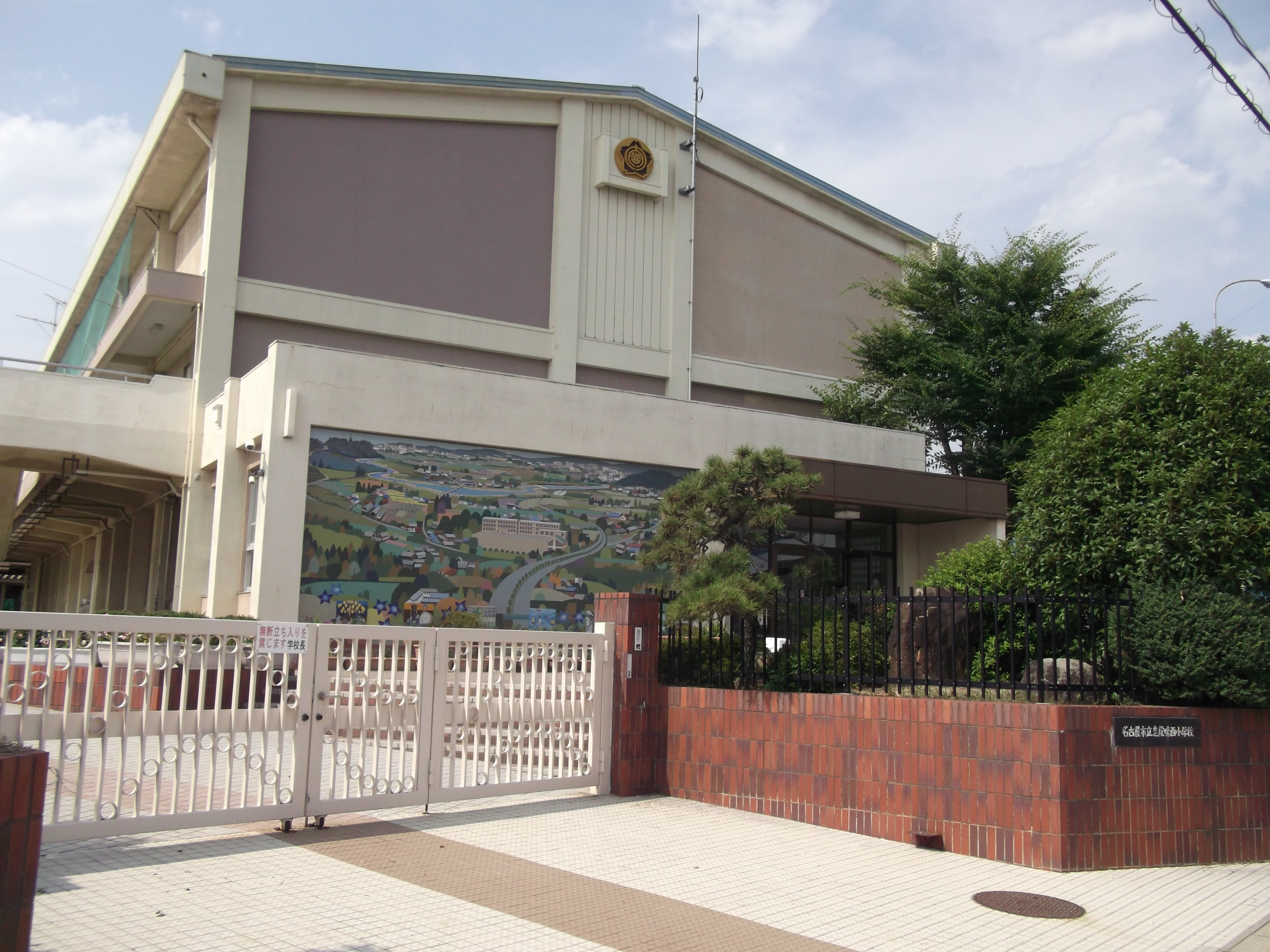
名古屋市立志段味西小学校（2014年7月）

## その他

### 日本郵便
- 郵便番号 : 463-0811[4]（集配局：守山郵便局[11]）。